# Mezcla de frutos secos

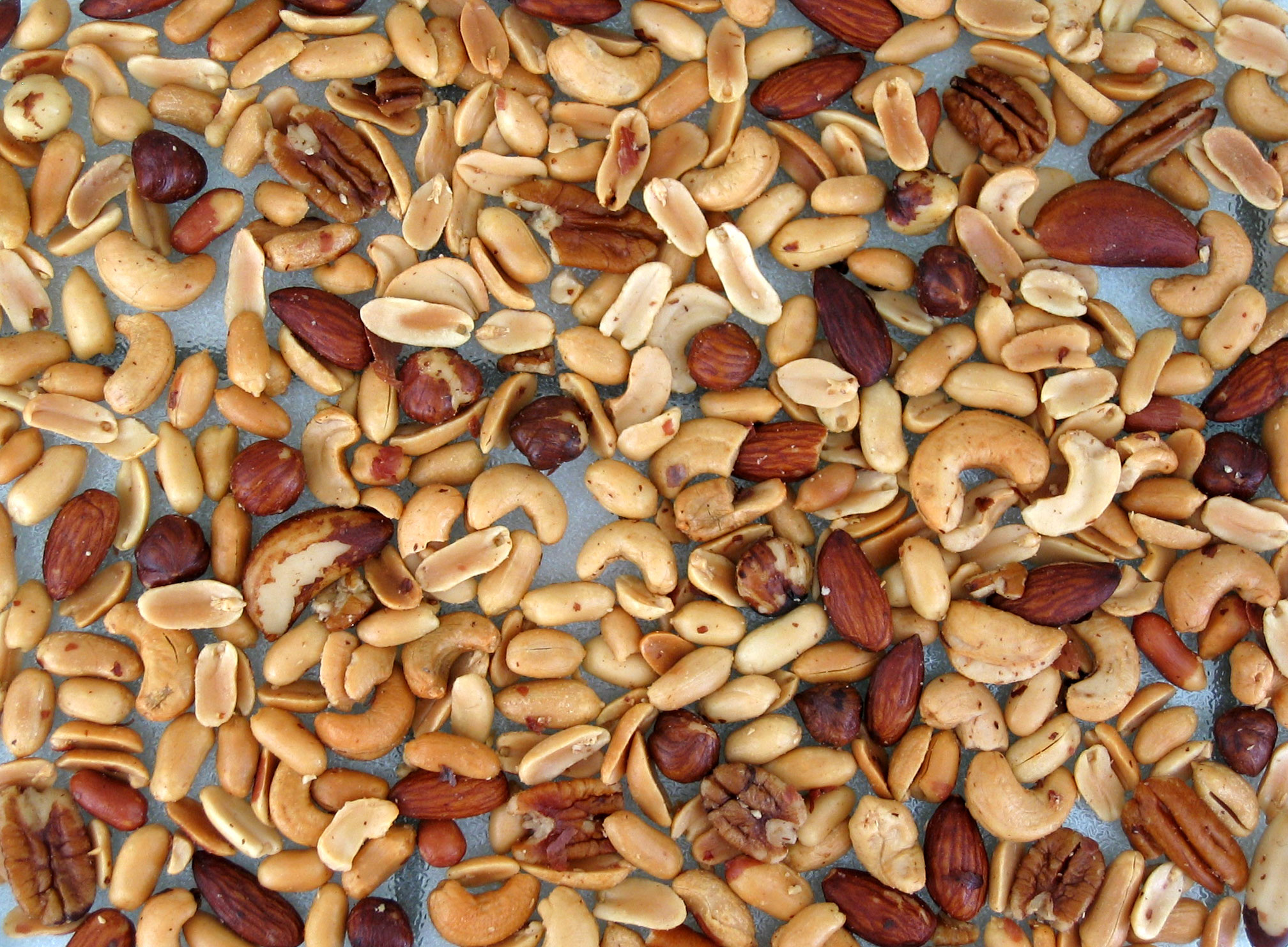
Mezcla de frutos secos de una lata.

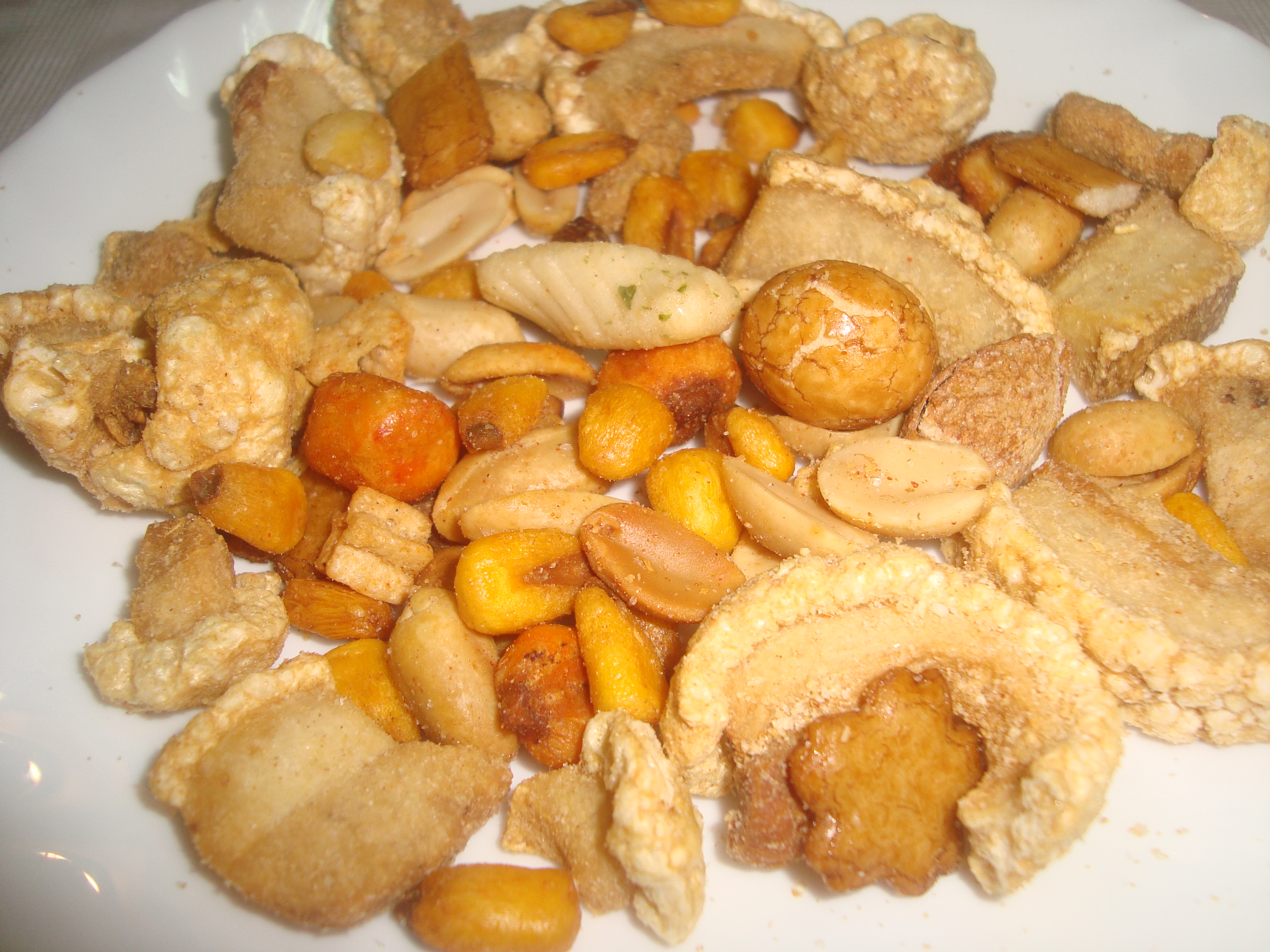
Aperitivo de frutos secos y cortezas (España).

La mezcla de frutos secos, también llamada revuelto en Andalucía, o cóctel de frutos secos, es un aperitivo consistente en cualquier mezcla de frutos secos combinados mecánica o manualmente. Es habitual que contenga almendra, nuez, nuez de Brasil, anacardo, avellana, pacana y pistacho. También es habitual que incluya diversas legumbres, como habas, guisantes y especialmente cacahuetes, así como pipas (de girasol, calabaza, etcétera) y pasas o similares (ciruelas, etcétera). Los frutos secos pueden salarse, tostarse, cocinarse o sancocharse.
Además de comerse directamente, las mezclas de frutos secos pueden usarse en distintas recetas, como el farka tunecino, tartaletas, y toffees.